# وقت التصريف
في علم الحاسوب، يطلق مصطلح وقت التحويل (بالإنكليزية compile time) إما على العمليات التي يقوم بها المحول (عمليات وقت التحويل)، أو على متطلبات لغة البرمجة التي يجب أن تتحقق في شيفرة مصدرية كي يتمكن المصرّف من تصريفها بنجاح (متطلبات وقت الترجمة)، أو على خصائص البرنامج التي يمكن فهمها في وقت التصريف.
العمليات التي تُنفذ في وقت التصريف تشمل عادة التحليل القواعدي أو التجزئة (بالإنكليزية: syntax analysis أو parsing) و التحليل المعنوي (بالإنكليزية: semantic analysis) إضافة إلى توليد الشيفرة.